# La Sagrada (Ledesma)
La Sagrada es una entidad de población española del municipio de Ledesma, perteneciente a la provincia de Salamanca, en la comunidad autónoma de Castilla y León.

## Historia
Hacia mediados del siglo XIX, el lugar, por entonces con ayuntamiento propio, incluía en su término los lugares de Samasa, Samasita y Valdima y tenía contabilizada una población de 38 habitantes. Aparece descrito en el decimotercer volumen del Diccionario geográfico-estadístico-histórico de España y sus posesiones de Ultramar de Pascual Madoz con las siguientes palabras:

SAGRADA (la): l. con ayunt. al que estan unidos los desp. y alq. de Samasa, Samasita y Valdima en la prov. y dióc. de Salamanca (10 leg.), part. jud. de Ledesma (2 1/2), aud. terr. de Valladolid y c. g. de Castilla la Vieja: sit. en el limite set. de la prov. en terreno llano cercado á alguna dist. por montes; el clima es sano y no muy frio. Se compone de unas 14 casas; una igl. (la Asuncion de Ntra. Sra) dependiente del beneficio de Sanchon de la Sagrada, y un cementerio que en nada perjudica á la salud pública. Confina el térm. por el N. con la prov. de Zamora; por el E. con el de Santaren de la misma y la alq. de Espinorrapado; por el S. con Cuadrilleros de los Dieces y Sto. Domingo, y por O. con Pelilla; pasa por el térm. una rivera que procedente de la prov. de Zamora se introduce en la de Cañedo por cerca de Cuadrilleros; hay tambien algunos manantiales de cuyas aguas usan los vec. El terreno generalmente es llano aunque tiene algunos montes y colinas hácia el S.; su calidad es mediana, y con algunos pequeños trozos de tierra que reciben el beneficio del riego. caminos: todos son comunales los cuales conducen á los pueblos limitrofes. El correo se recibe dos veces á la semana. prod.: trigo, centeno, bellota, lino, pastos y leña; hay ganado lanar, vacuno y cerdoso y caza menor. pobl.: 13 vec., 38 alm. Riqueza prod.: 205,850 rs. imp.: 10,292.
(Madoz, 1849, p. 617)

En la actualidad, pertenece al municipio de Ledesma. En 2022, tenía empadronada una única habitante.